# Actinodure du Népal
Actinodura nipalensis
Espèce
Statut de conservation UICN

 LC  : Préoccupation mineure
L’Actinodure du Népal (Actinodura nipalensis) est une espèce de passereaux de la famille des Leiothrichidae. D'après Alan P. Peterson, c'est une espèce monotypique.

## Répartition
Cet oiseau se trouve dans les parties nord du sous-continent indien, principalement dans l'est de l'Himalaya, s'étendant sur le Bhoutan, l'Inde, le Tibet (en Chine) et le Népal.

## Habitat

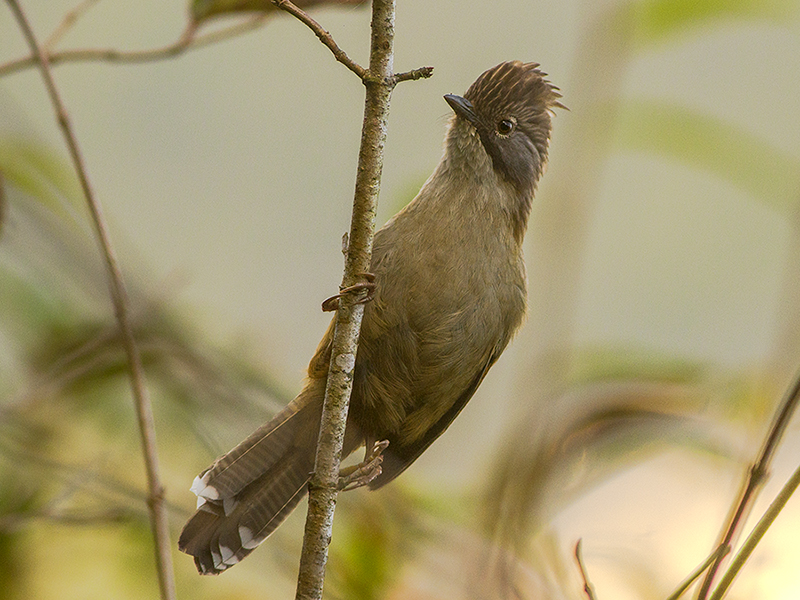
Actinodure du Népal au parc national de Neora Valley au Bengale-Occidental.

L'actinodure du Népal vit dans les forêts des montagnes humides tropicales, subtropicales et tempérées.